# Vicentin (empresa)
Vicentin S.A.I.C. es un conglomerado industrial de productos primarios de exportación argentino.  la ciudad de Avellaneda, en la provincia de Santa Fe. Vicentin tiene su base en la producción primaria, con un fuerte sesgo hacia la exportación. Es un actor económico muy importante en varias provincias, y es una de las principales empresas aceiteras y oleaginosas de Argentina.
Vicentin ha estado rodeada de varias controversias desde 2019, cuando inició un proceso de default que ha sido denunciado como fraudulento y se encuentra bajo arbitrio e investigación judicial desde entonces. En 2024 se sumó una nueva controversia, ya que la empresa fue denunciada por un derrame de azufre en el muelle que tiene en el Río Paraná, y cuyo cargamento tenía como destino la empresa Nouryon en San Lorenzo.

## Historia
Los orígenes de Vicentin se remontan a 1929 con la industria oleaginosa, extracción por solventes y el rubro textil.En 1987, adquiere la Terminal de Embarque en San Lorenzo, a orillas del río Paraná durante esa década compra la.planta San Lorenzo.Durante 1998, comienza con la comercialización de sus aceites de girasol y de oliva.
A comienzos de la década de 2000 Vicentin, a través de su sociedad controlada Algodonera Avellaneda, se involucra en el rubro textil con la adquisición de una nueva planta especialmente dedicada a la hilandería y tejeduría, con importantes volúmenes de producción. Años más tarde se incorpora al grupo el complejo frigorífico Friar, una de las empresas más importantes a nivel nacional en el rubro cárnico-exportador; en sus tres plantas industriales se procesan gran variedad de cortes vacunos y derivados, destinados tanto al mercado interno como a los mercados internacionales (Friar también cuenta con una amplia red con más de cincuenta locales de venta al público distribuidos en quince provincias).
Hacia 2005 inicia sus actividades Vicentin Paraguay S.A como agente de comercialización y suma una planta de molienda en San Lorenzo. A mediados de 2007 la compañía comienza a involucrarse en el sector de biocombustibles Luego, a partir de un "joint venture" entre oleaginosa Moreno Hermanos, Vicentin y Molinos Río de la Plata surge Renova biodiésel, la planta más grande de Sudamérica. Al mismo tiempo, en el rubro algodón se producen inversiones: la compañía inaugura una planta procesadora para la obtención final de algodón hidrófilo y otros productos derivados.
En 2007 adquiere Los Corrales de Nicanor y rubros como la confección textil, agroquímicos, vinos, miel e insumos farmacéuticos. Desde 2016 se denunció que la empresa facilitaba el narcotráfico a través de sus puertos. En 2025 fueron encontrados 460 kilos de cocaína  ocultos entre pellets de girasol en un buque que estaba en el puerto de la empresa Vicentin tenía destino de exportación, el cargamento está valuado en 6 millones de dólares en el mercado internacional.una semana antes había sido hallado otro cargamento con 250 kg de cocaína en el mismo puerto perteneciente a Vicentin.En julio de 2022 se detectó que en el puertob1300 kilos de cocaína en una carga de maní llegada de Córdoba.
En 2025 la empresa anunció el cierre total de sus plantas en Ricardone y Avellaneda por falta de fondos, al mismo tiempo mantenía una deuda con sus trabajadores por los salarios con deudas de más de 12 meses.La crisis de Vicentin se remonta a diciembre de 2019, cuando tras más de cuatro años de ser beneficiada por el macrismo con múltiples préstamos de dinero público a tasas preferenciales, la empresa se declaró en cesación de pagos por más de u$s1.300 millones, lo que derivó en un concurso de acreedores.Ese mismo año se dictan prisión preventiva a cuatro directivos de Vicentin por estafa y asociación ilícita que entre 2019 y 2024 malversaron 6.000 millones de pesos, en paralelo directivos de la empresa cercana la macrismo habrían desviado casi 5.000 millones de la empresa para gastos personales y se habrían autoasignado retiros voluntarios por cerca de 2.000 millones de pesos.
Estas maniobras no solo habrían perjudicado a los acreedores, sino también a sus trabajadores y empleados, quienes enfrentaron dificultades en el cobro de sus salarios debido a la supuesta iliquidez de la empresa.

### Default
En diciembre de 2019, durante los últimos días de la presidencia de Mauricio Macri, Vicentin S.A.I.C informó que iniciaba un proceso de reestructuración de pagos a partir de una situación económica de crisis que afectaba a la empresa, entrando así en default. La empresa se declaró en una situación de "estrés financiero" debido a que adeudaba 1350 millones de dólares, principalmente al Banco Nación.
En 2020, durante la presidencia de Alberto Fernández, se anunció el envío al Congreso de un proyecto de ley de expropiación ya que se encontraba endeudada y en concurso de acreedores─ corría riesgo de quiebra, y que se preparaba un rescate seguido de expropiación, con el objetivo de transformarla en una empresa de carácter público. Luego del anuncio se produjo el debate sobre si intervención o la expropiación serían las mejores opciones para el rescate de la empresa. Finalmente, el 19 de junio último este debate pareció haberse zanjado cuando el presidente aceptó una propuesta del gobernador de Santa Fe, Omar Perotti (Frente de Todos), que implica desistir de la segunda de las medidas, es decir de la expropiación de los bienes. El plan del interventor gubernamental, Gabriel Delgado, y del gobernador Perotti, es tomar el control de la administración de la compañía y, bajo la supervisión del juez que maneja el expediente, poner a funcionar sus estructuras industriales.
El 19 de junio el juez Civil y Comercial de Reconquista, Fabián Lorenzini, estableció que los directivos de la empresa siguieran en el directorio, manteniendo como veedores a los interventores designados por el presidente Fernández. El 24 de junio Lorenzini decidió abrir como un incidente aparte del concurso de acreedores la propuesta de intervención presentada por el gobernador de Santa Fe, Omar Perotti De esa forma volvió a tomar protagonismo la posibilidad de la expropiación de Vicentin, algo que Alberto Fernández remarcó cuando afirmó: "Si no me dejan esta opción, no tengo otro camino más que la expropiación". El 14 de julio, luego de críticas de algunos sectores contra la medida, En 2019 Mauricio Macri y varios de sus funcionarios entre ellos como Laura Alonso, Guido Sandleris y Javier González Fraga, fueron denunciados penalmente por "defraudación al Estado" en el caso Vicentín. El caso se inició cuando se descubrió que durante la gestión de Macri, el Banco Nación le otorgó créditos irregulares por 18.000 millones de pesos a la cerealera Vicentin que había sido la principal aportante de la campaña de Cambiemos Este monto representa el 20% de la responsabilidad patrimonial computable del banco, un porcentaje que supera los límites de concentración fijados en los estándares de Basilea y pone en riesgo las finanzas de la entidad. el presidente afirmó: "Yo me equivoqué con el tema Vicentín porque pensé que todos iban a salir a festejar el rescate de la empresa y sus trabajadores, pero eso no sucedió". Actualmente, el gobernador santafesino Perotti intenta poner en marcha un fideicomiso bajo control provincial que maneje la empresa hasta que se forme una nueva sociedad mixta, sin los actuales dueños; proyecto que cuenta con el respaldo de Alberto Fernández.
El 24 de julio se produjo un paro de trabajadores en la Algodonera Avellaneda, empresa parte del grupo Vicentin, la cual está ubicada en el Parque Industrial de la ciudad de Reconquista. Los trabajadores venían protestando 15 días antes de la fecha del paro, reclamando por “salarios de miseria” y falta de pago. Además, los directivos de la algodonera no se presentaron en la audiencia convocada por el Ministerio de Trabajo de Santa Fe para destrabar el conflicto. Los trabajadores cobran salarios entre 20 y 25 mil pesos mensuales promedio, parte de los cuales la empresa abona con vales de mercadería que se descuentan del ingreso salarial, según señaló el Sindicato de Obreros y Empleados Aceiteros y Desmotadores de Algodón.
A finales de noviembre de 2024 se convirtió en la cuarta empresa en pedir un Procedimiento Preventivo de Crisis en menos de un año desde la Presidencia de Javier Milei.
En 2024 Carlos Andrés Vaudagna declaró como arrepentido en la causa en la que estaba implicado en procesos penales de corrupción institucional fue director regional de la ex AFIP en Rosario y Santa Fe. La causa reveló un entramado para asesorar a empresarios agropecuarios a fin de eludir la imposición fiscal, lavar dinero y colocarlo cuentas offshore. Vaudagna adquirió dos mutuales a través de las cuales facturaba los servicios y a través de ello realizaba inversiones inmobiliarias para blanquear dinero. La asociación ilícita para blanquear dinero y evadir impuestos se realizaba en coordinación con el juez de origen radical Marcelo Bailaque, los empresarios Claudio Iglesias de San Cristóbal y el agente financiero titular de la Bolsa de Comercio de Rosario, Jorge Oneto.
Entre las principales empresas señaladas en el esquema de lavado de dinero mediante acciones de manera concertada al ex titular de Vicentin SAIC, Omar Scarel, y al empresario de medios de Santa Fe Nahuel Caputo, sobrino del empresario macrista Nicolás Caputo. El jefe de la AFIP Santafesina recurría al sistema de testaferros para generar más fondos y también blanquearlos. Así, Alma Láctea quedó a nombre de su madre y su mujer y Las Violetas de su hermano y su sobrino, siendo ambas empresas lácteas con las que antes realizaba negocios Vicentin. En las semanas posteriores es detenido el juez federal Marcelo Bailaque, y tras ello se dieron a conocer una serie de resoluciones judiciales por parte del juez arrestado que favorecieron en reiteradas ocasiones a la dirección de Vicentin directamente relacionada con la investigación penal por estafa en Rosario. Vaudagna, que era director de la AFIP en Santa Fe, apareció ante los investigadores en el año 2021 para justificar el hallazgo de 200 mil dólares encontrados en una caja de seguridad bancaria de un hijo del presidente de Vicentin y candidato a concejal de Cambiemos, afirmando que los dólares eran suyos; hubo evidencia de que para sostenerlo Vaudagna intentó generar un falso documento que lo justificara.
Al mismo tiempo, el juez federal Marcelo Bailaque fue imputado, entre otros cargos, por extorsión, concusión, prevaricato, abuso de autoridad e incumplimiento de deberes de funcionario público, falsedad ideológica de documento público, etc.

## Estructura de negocios
A continuación, se detalla la estructura de negocios de Vicentin y dónde está localizada su actividad:
- Santa Fe: Tiene plantas industriales de almacenamiento y molienda de semillas. Harina y pellets. Posee su propio puerto sobre el Río Paraná. Procesa y comercializa aceite comestible.
- Chaco, Formosa y Santiago del Estero: Con Algodonera Avellaneda interviene en el negocio algodonero. Participa de toda la cadena, hasta la confección de prendas de vestir. Posee dos hilanderías, una en Argentina y otra en Brasil.
- Santa Fe: biodiésel, glicerina y aceites refinados en sociedad con Glencore y Molinos.
- San Juan y Mendoza: Posee una planta elaboradora de jugo concentrado de uva, ubicado en la cuenca vinífera de San Juan. Molienda uvas de bodegas sanjuaninas y mendocinas y exporta toda la producción de jugo concentrado a Estados Unidos, la Unión Europea, Rusia, Ucrania, Sudáfrica y Australia[cita requerida].
- Santa Fe: Interviene en la actividad ganadera con feed lot (sistema de engorde intensivo) en “Los corrales de Nicanor”, en el noreste, cerca de la ciudad de Reconquista, en Santa Fe. Tiene 20 mil cabezas de ganado bovino.
- Mendoza: Produce vinos.
- Santa Fe: Realiza acopio de miel.